# Maher Hasnaoui
Maher Hasnaoui, nascido em 22 de setembro de 1989 em Ben Arous, é um corredor ciclista tunisino, fazendo carreira na estrada.

## Palmarés
- 2008
  - 2.º do campeonato da Tunísia em estrada
- 2009
  -  Campeão da Tunísia em estrada
  -  Medallista de ouro ao campeonato árabe do contrarrelógio por equipas
- 2010
  - 3.º do campeonato da Tunísia em estrada
  -  Medalha de bronze do campeonato árabe do contrarrelógio
- 2011
  -  Medalhista de dinheiro do campeonato árabe em estrada esperanças
- 2012
  - 2.º do campeonato da Tunísia em estrada
  -  Medalha de prata do Campeonato Africano do contrarrelógio por equipas
  - 3.º do campeonato da Tunísia do contrarrelógio
- 2013
  - Challenge do Príncipe - Troféu da Casa Real
  - 2.º do campeonato da Tunísia em estrada
  - 2.º do campeonato da Tunísia da contrarrelógio
- 2014
  - 2.º do campeonato da Tunísia em estrada
- 2015
  - UAE Cup
    - 2. ª etapa do Jelajah Malaysia (contrarrelógio por equipas)

  - Tour de Zubarah :
    - Classificação geral
      - 1.ª etapa

  - 2.º do campeonato da Tunísia do contrarrelógio
- 2016
  -  Campeão da Tunísia da contrarrelógio
  - 3.º do campeonato da Tunísia em estrada
- 2017
  -     - 4. ª etapa da Volta à Tunísia

  - 2.º do campeonato da Tunísia em estrada
  - 2.º do campeonato da Tunísia do contrarrelógio
- 2018
  - 2.º do campeonato da Tunísia em estrada
  - 2.º do campeonato da Tunísia do contrarrelógio

## Classificações mundiais
| Ano             | 2008  | 2009 | 2010 | 2011 | 2012 | 2013 | 2014 | 2015  | 2016 | 2017 |
| UCI Africa Tour | 53.º. |      | 73.º |      | 44.º | 21.º | 69.º | 114.º | 38.º | 22.º |